# Palais des Fêtes (Straßburg)
Koordinaten: 48° 35′ 27″ N, 7° 44′ 57″ O

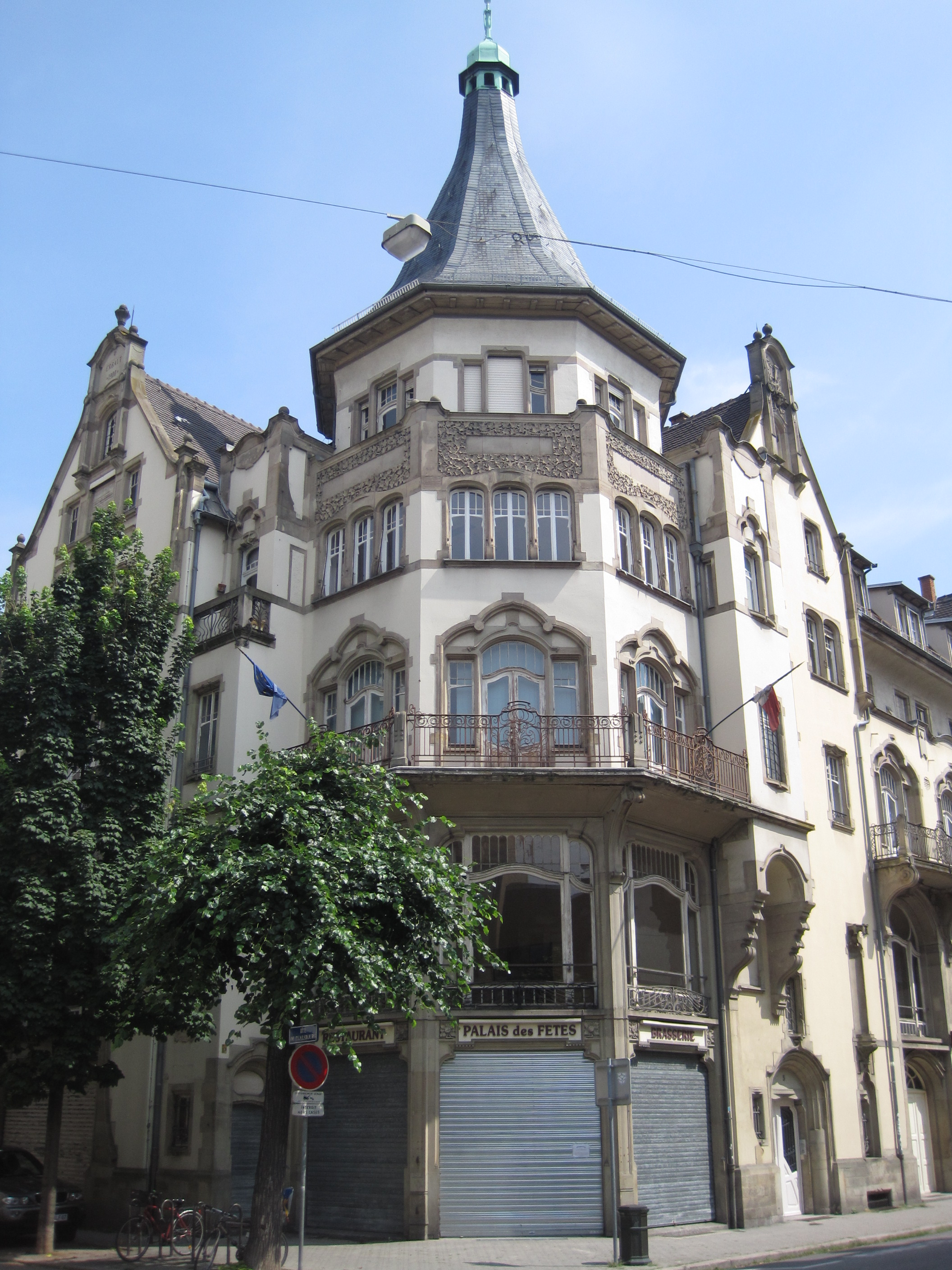
Eckturm (Zustand 2010)

Der Palais des Fêtes (wortwörtlich: „Festpalast“) ist ein denkmalgeschütztes Mehrzweckveranstaltungsgebäude in der Straßburger Neustadt, das für Konzerte, Ballett und Fachmessen genutzt wird. Der Gebäudekomplex besteht aus dem ehemaligen „Sängerhaus“ (1903) und dem Erweiterungsbau „Salle de la Marseillaise“ (1921). Der Palais ist seit 2007 als Monument historique klassifiziert.

## Geschichte

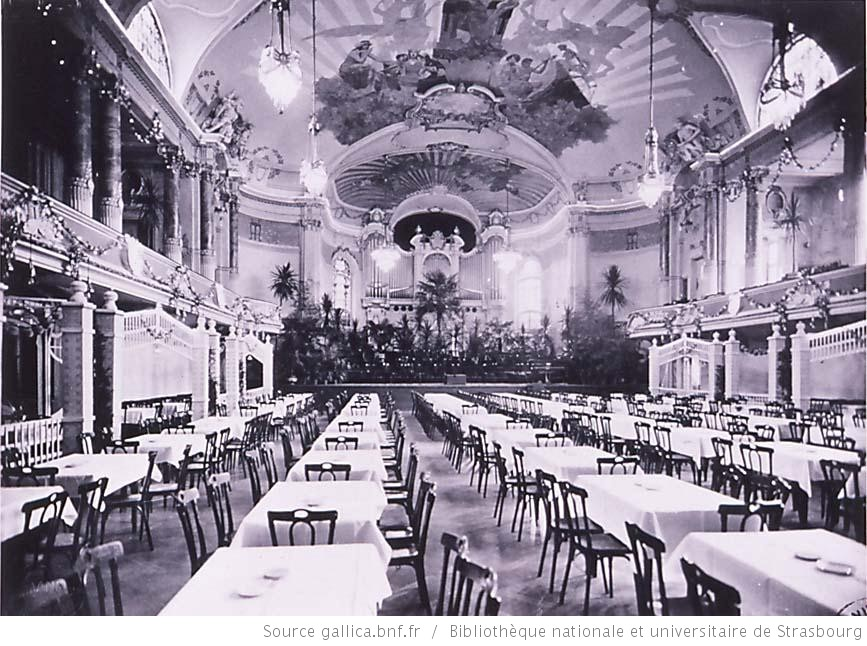
Einweihung der Orgel (1909)

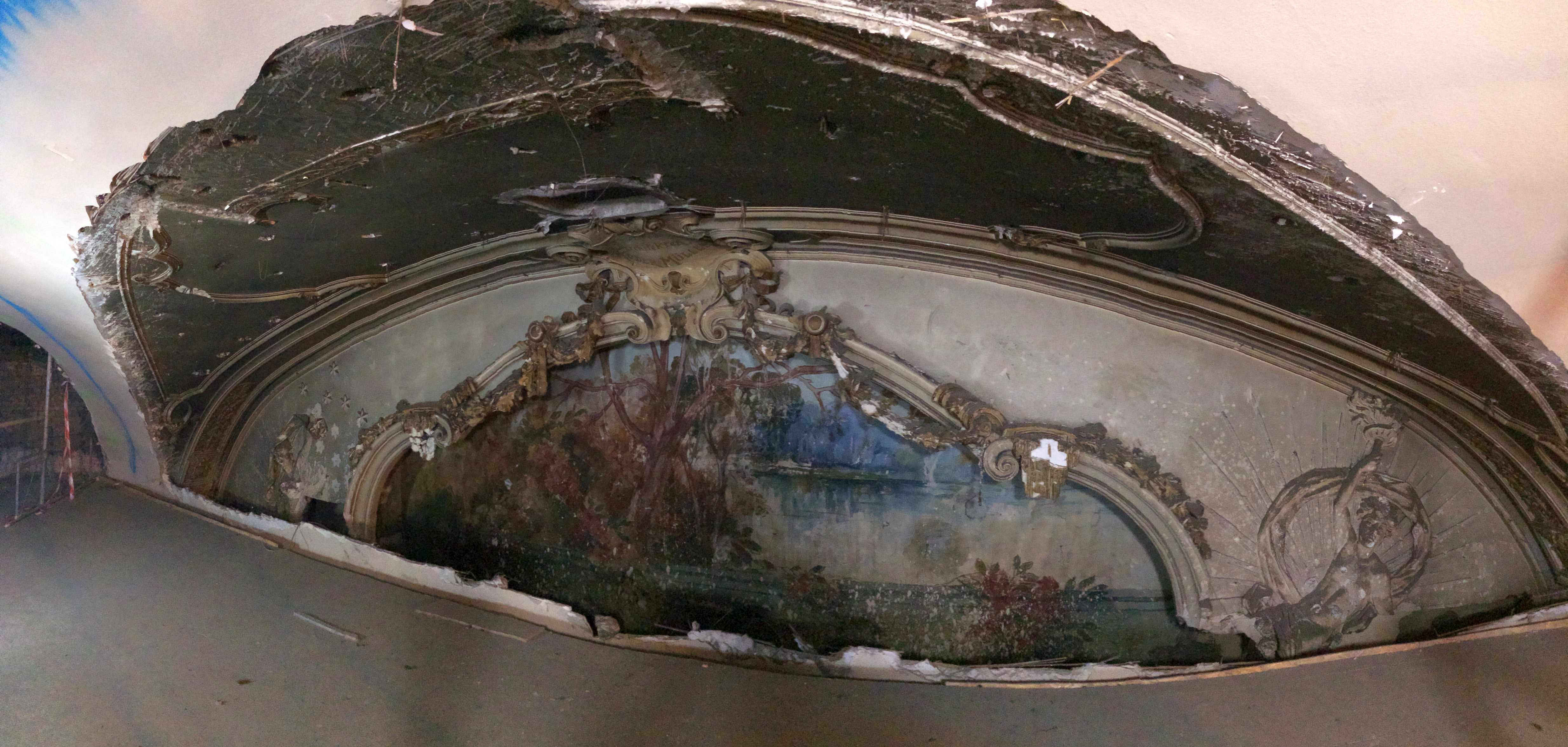
Ursprüngliche Fresken und Stuckreliefs des Konzertsaals, 2018 wieder aufgetaucht (im unrestaurierten Zustand, Anfang 2019).

Der älteste und größte Teil des Gebäudes wurde 1900 bis 1903 als erster Straßburger Stahlbetonbau von den Architekten Joseph Müller und Richard Kuder als Sängerhaus für den städtischen Männergesangverein errichtet. Der erste Entwurf wurde 1897 vorgelegt, das Einweihungskonzert fand am 31. Januar 1903 statt.
Herzstück des äußerlich im Jugendstil gehaltenen Hauses ist der ursprünglich neobarock mit Stuck und Lüstern verzierte, 800 m² (abweichende Angabe: 850 m²) große und 14 m hohe „Festsaal“ mit an drei Seiten durchlaufender Empore, der 1300 Zuhörer fassen kann. Auf der Bühne des Saals befindet sich eine 1909 eingeweihte Orgel, die wie mehrere andere Instrumente in Straßburg vom Haus Dalstein-Haerpfer nach Vorgaben von Albert Schweitzer gebaut wurde. 1904 wurde der Bau von den Architekten teilweise aufgestockt und um weitere Säle ergänzt. Im Erdgeschoss befand sich ein Restaurant, das bis zu 300 Gäste bewirten konnte.
1921 wurde vom Architekten Paul Dopff ein Erweiterungsbau im Neorenaissancestil nördlich an das Sängerhaus angeschlossen. Der bereits vor dem Ersten Weltkrieg geplante Anbau erhielt den Namen Salle de la Marseillaise, nach dem für 300 Choristen gebauten Probesaal.
1933 wurde der Festsaal im Stil der Neuen Sachlichkeit umgestaltet. Auch die Orgel büßte ihre neobarocken Verzierungen ein. 
Während des Zweiten Weltkriegs befand sich unterhalb des Gebäudes ein Luftschutzkeller.
Bis 1975 diente der Palais des Fêtes als Konzertsaal der Straßburger Philharmoniker, die 1976 in den Palais de la Musique et des Congrès umzogen. Auch Gustav Mahler und Richard Strauss sowie Bruno Walter, Wilhelm Furtwängler, Herbert von Karajan und Karel Ančerl traten als Gastdirigenten auf. Heutzutage wird der Palais nur noch gelegentlich für Konzerte verwendet. Im Marseillaise-Teil befindet sich heute die städtische Ballettschule (Centre chorégraphique de la ville de Strasbourg.)
Seit 2012 und bis voraussichtlich 2022 läuft die komplette Renovierung des Palais. Die Bauarbeiten begannen mit dem nördlichen Anbau, über dessen Innenhof ein Glasdach gezogen wurde, wodurch 2014 ein vierstöckiges Atrium geschaffen wurde. 2018 kamen während der Totalsanierung des Konzertsaals unerwartet vergleichsweise gut erhaltene Fragmente der ursprünglichen, neobarocken Verzierung des Gewölbes zum Vorschein.

## Gestalt
Der Palais des Fêtes erstreckt sich mit seinem Erweiterungsbau über die gesamte Länge der rue de Phalsbourg und nimmt von der Breite her die Hälfte des Wohnblocks zwischen (im Uhrzeigersinn) boulevard Clémenceau - rue Specklin - rue Sellénick - rue de Phalsbourg ein. Trotz seiner beachtlichen Fläche wird er jedoch von der Höhe her kaum aus seinem unmittelbaren Umfeld hervorgehoben. Ausgesprochenen Signalcharakter besitzt lediglich der achteckige Turm mit Spitzdach, der auch gut von der 1881 als „Vogesenstraße“ angelegten Prachtstraße avenue des Vosges einzusehen ist. Der Haupteingang befindet sich in der rue Sellénick, die 1888 als „Julianstraße“ angelegt wurde und im Jahr der Einweihung in „Sankt-Julian-Straße“ umbenannt wurde.